# ایوان هیترتس
ایوان هیترتس (کرواتی: Ico Hitrec؛ ۱۳ آوریل ۱۹۱۱ – ۱۱ اکتبر ۱۹۴۶) بازیکن فوتبال اهل یوگسلاوی بود.
از باشگاه‌هایی که در آن بازی کرده‌است می‌توان به باشگاه فوتبال گراس‌هاپر زوریخ اشاره کرد.
وی همچنین در تیم ملی فوتبال یوگسلاوی بازی کرده‌است.